# Erna Boulboullé
Erna Boulboullé (geb. Goergen; * 10. Mai 1919 in Essen; † 1999 in Bad Godesberg) war eine deutsche Buchhändlerin und Malerin.

## Leben

### Familie
Erna Boulboullé war seit 1942 mit dem Kunsthistoriker, Buchhändler und Pädagogen Hans Gerhard Boulboullé (* 4. April 1912 in Berlin; † 21. Juli 1983 in Bad Godesberg) verheiratet; gemeinsam hatten sie zwei Kinder, zu denen die spätere Politikerin Carla Boulboullé gehörte.
Aus Berlin kommend, wohnte sie von April bis Oktober 1944 in der Hanssenstr. 16 und anschließend in der Weender Str. 22 in der Innenstadt von Göttingen. Nach ihrer Übersiedlung im Mai 1954 war sie erst in Hannover und später in Bad Godesberg wohnhaft. 

### Werdegang
Erna Boulboullé wollte sich künstlerisch ausbilden lassen, allerdings war dies aufgrund des frühen Todes ihres Vaters nicht möglich, sodass sie eine Ausbildung zur Buchhändlerin absolvierte.
1944 begann sie eine private künstlerische Ausbildung beim Bildhauer Otto Placzek (1884–1968) in Berlin. Nach ihrer Übersiedlung nach Göttingen setzte sie diese bei Hans Pistorius (1902–1972) und Henry Hinsch (1909–1979) fort. 
Sie stellte 1952 unter dem Namen Mix Goergen erstmals abstrakte Arbeiten im Rahmen einer Gemeinschaftsausstellung Göttinger Künstler in Kassel aus.
Von 1955 bis 1960 war sie als Lehrerin für künstlerisches Gestalten der Volkshochschule in Springe tätig und gab dort auch Kindermalkurse; weiter unterrichtete sie an der Abendgewerkschaftsschule in Hannover. Zu ihren Schülern gehörte unter anderem auch Helmut Brandt (* 1943).

### Künstlerisches Wirken
Erna Boulboullé besuchte seit 1933 regelmäßig fast jeden Sonntag das Folkwang-Museum in Essen, in dem bis 1936 die modernen Entarteten zu sehen waren und einen prägenden Eindruck bei ihr hinterließen.
Sie betätigte sich als abstrakte Malerin; von 1968 bis 1973 arbeitete sie überwiegend in Schwarz und Weiß, danach für einen längeren Zeitraum in Grau und seit 1977 in Mischtechnik. Sie verwendete Sand, Grieß und Reis, seit 1981 auch Stoff und Papier, die mit Farbe überschichtet wurden; sie arbeitete meistens mit dem Messer und den Händen und seltener mit dem Pinsel. Ihren abstrakten Ölbildern gab sie selten einen Titel, dies musste sich dem Betrachter aus der Komposition und Farbgebung selbst erschließen, nicht vom Gegenstand her. Ihre Bilder spielten mit Farbe, Licht und Schatten und sie vermied zu starke Farbkontraste. Meistens variierte sie in konstrastarmen Farbverdichtungen. Manchmal wurde die Farbe transparent und erinnerte an alte Gemäuer, an Bröckelndes, das Vergänglichkeit meint, an Steine.
Neben ihren abstrakten Bildern entstanden auch Köpfe und Gesichter, jedoch keine Porträts; vielmehr wollte sie Gefühle und Stimmungen wiedergeben. In ihrer Malerei setzte sie sich auch immer wieder mit aktuellen politischen Themen auseinander.
Anlässlich ihrer Teilnahme an einer Ausstellung des Bundesverbands Bildender Künstlerinnen und Künstler (BBK) hieß es im November 1953: „Frau Boulboullé stellt als einzige Teilnehmerin abstrakte Bilder aus. Diese aber zeugen von einem Können in der Farbbehandlung und in der Komposition, das man nicht nur in Göttingen, sondern auch anderswo, in größeren Ausstellungen selten findet“. 1954 hieß es während einer weiteren Ausstellung des BBK: „… daneben fallen wieder die Kompositionen von Erna Boulboullé auf, mit großem Können verwirklichte Visionen, so die besonders ansprechende kleine Arbeit ‚Häuser‘“.
Sie unternahm häufig Reisen nach Sizilien und Marokko, weil sie vom dortigen Licht fasziniert war. Sie fotografierte die verfallenen Mauern in verschiedenen Gegenden dieser Länder, weil das Licht, das auf der Wand reflektiert wird, oft von innen heraus zu leuchten schien. Die Fotos, die sehr eng mit ihren Bildern zusammenhängen, erscheinen hierbei fast wie Vorstudien.
Abbildungen von ihr erschienen auch im Kunstkalender der Arbeiterwohlfahrt in den Jahren 1969, 1976 und 1982.
Ihre Bilder illustrieren den Gedichtband als ob es von Steinen geträumt wird – eisgesänge der sterne ihres Ehemannes.

## Ausstellungen (Auswahl)
Im November 1953 nahm Erna Boulboullé an einer Ausstellung des BBK im Foyer des Deutschen Theaters in Göttingen teil.
In der Zeit von 1952 bis 1983 nahm sie ungefähr an einhundert Ausstellungen teil, so unter anderem in den Rathäusern von Wolfsburg, Gummersbach (1967) und Göttingen, im Haus der Jugend und Jugendsozialwerk in Hannover, in der Sparkasse Bergneustadt und im Rathaus von Chatenay Malâbry in Frankreich.

## Mitgliedschaften
Erna Boulboullé war Mitglied im Bundesverband Bildender Künstlerinnen und Künstler und sie war im Vorstand der Künstlervereinigung GEDOK.

## Schriften (Auswahl)
- Hans Boulboullé; Erna Boulboullé: als ob es von Steinen geträumt wird - eisgesänge der sterne. 2022.[4]